# Xenorias
Xenorias is een geslacht van zeesterren uit de familie Solasteridae.

## Soort
- Xenorias polyctenius (Fisher, 1913)